# Подольше
Подольше (пол. Podolsze) — село в Польщі, у гміні Затор Освенцимського повіту Малопольського воєводства.
Населення — 1399 осіб (2022).

## Історія
У 1975-1998 роках село належало до Бельського воєводства, підпорядковувалося районній адміністрації в Освенцимі.

## Демографія
Демографічна структура станом на 31 березня 2011 року:
|          | Загалом | Допрацездатний вік | Працездатний вік | Постпрацездатний вік |
| -------- | ------- | ------------------ | ---------------- | -------------------- |
| Чоловіки | 720     | 144                | 493              | 83                   |
| Жінки    | 697     | 140                | 394              | 163                  |
| Разом    | 1417    | 284                | 887              | 246                  |